# 缪斌

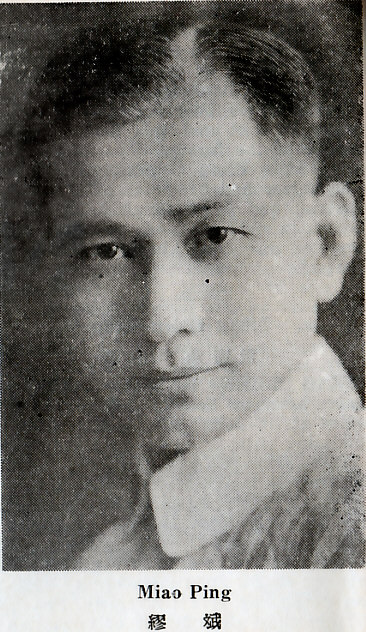
缪斌 (《中国名人录》第四版，1931年)

繆斌（1899年—1946年5月21日），字弼丞，號丕成，中國江蘇無錫人，中華民國政治人物。人稱“小道士”，從小在道觀長大，其父親繆建章是無錫市內希夷道院的當家道長。抗戰後以漢奸罪被處決。

## 生平

### 国民党的杰出人物
缪斌在上海南洋大学电气科毕业后，于1922年加入中国国民党。1923年，黄埔軍官学校開校，他应聘任该校教授部的電訊、政治教官。1925年（民国14年）2月，他任軍校教導第1团党代表，参加第1次東征, 并在攻打陈炯明时任敢死队队长，率部攻入淡水城。同年4月，他成为軍校内右派的孫文主義学会的发起人之一。10月，他任国民革命軍第1軍第2師党代表，随军参加第2次東征。
1926年（民国15年）1月，他当选中国国民党第二届候補中央執行委員（以後他又连任第3届、第4届候補中央執行委員）。同年7月，蒋介石誓师北伐，繆斌兼任总预备隊政治部主任、第1軍副党代表、東路軍总指揮部政治部主任、軍需处处長等要職。翌年4月，他升任国民革命軍总司令部軍需局中将局長，10月任国民政府軍事委員会经理处处長。
1928年（民国17年）1月，他任国民革命軍总司令部经理处处長。3月，他任江蘇省政府委員，11月兼任该省政府民政厅厅長。8月，他在国民党二届五中全会上被补选为中央執行委員。同年，他任中国国民党党務委員会委員、中央民衆訓練委員会常務委員、国民政府軍事委員会海陸軍法規編纂委員会特別委員。同時期，他被任命为国民政府立法院立法委員。
1931年（民国20年），他因渎职事件而被彈劾，遂辞去各職，赴日本。其辞任一说是为抗议蒋介石监禁他所敬仰的胡漢民。。归国後的1933年（民国22年）他著《武德論》一书，倡导武力就是道德，軍人以服从为天職。

### 参加日伪政权

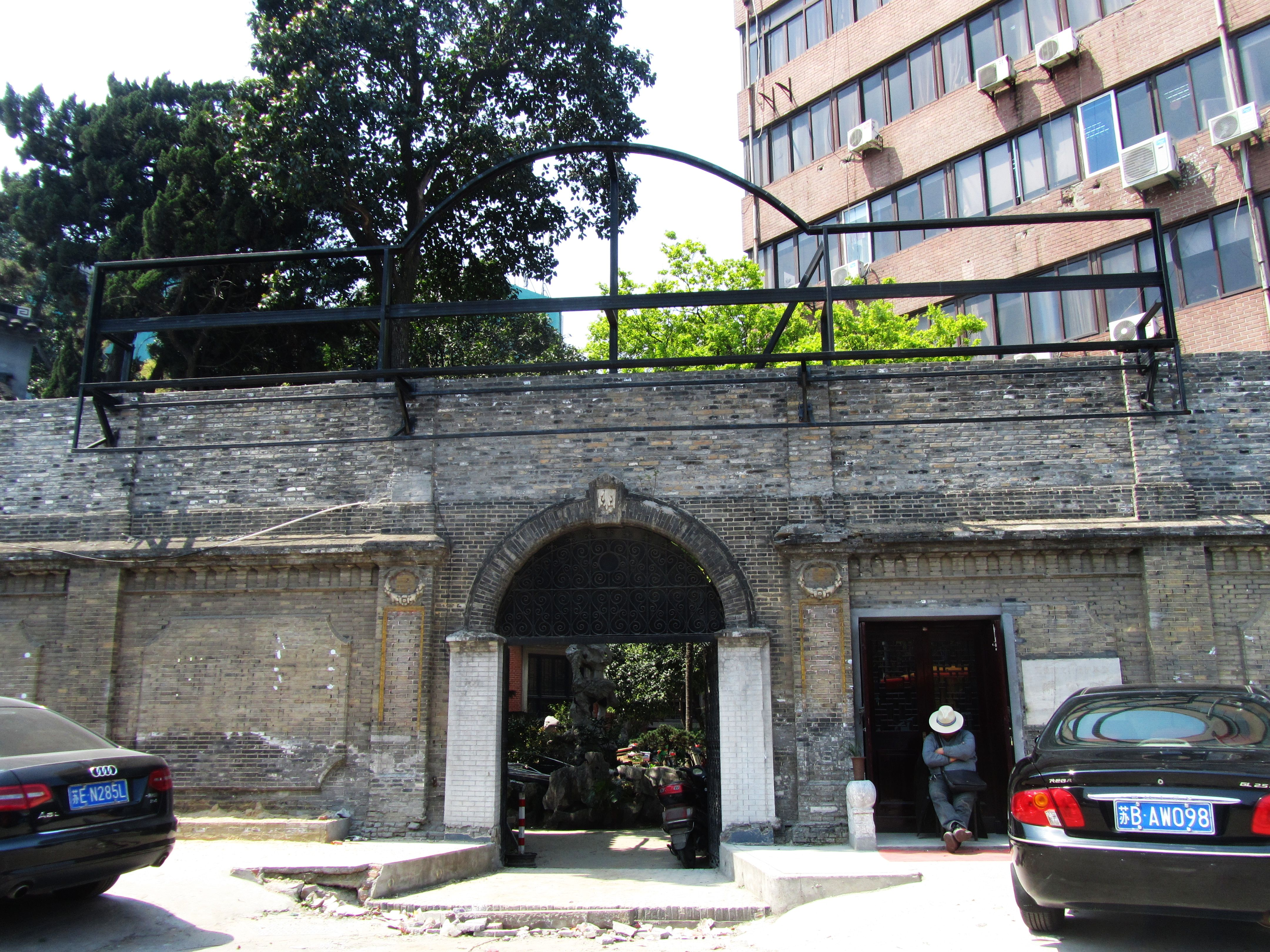
1932年缪斌在无锡所筑的公馆，即缪公馆

抗日战争开始后的1937年（民国26年）12月，繆斌参加在北平（北京）成立的日伪政权中華民国臨時政府。他任新民会中央指揮部部長，对会長王克敏多有辅佐。不久，他和石原莞爾交往密切，着力推进「東亚联盟運動」。
1940年（民国29年）3月，汪精衛的南京国民政府成立，繆任中央政治委員会聘請委員（第2届、第3届改称延請委員）。6月，他任憲政实施委員会常務委員。7月他任中日文化協会名誉理事、中国教育建設教会名誉理事長。8月他任新民会副会長（会長王揖唐）。9月，他任華北政務委員会委員。12月他当选（汪派）中国国民党中央執行委員。
1941年（民国30年）2月，他任東亚聯盟中国总会的常務理事、立法院副院長、軍事委員会委員。翌年8月起，他历任考試院副院長等要職。1943年（民国32年）4月，他当选第四届中央政治委員会的指定委員（第五届同样）。

### 中日斡旋

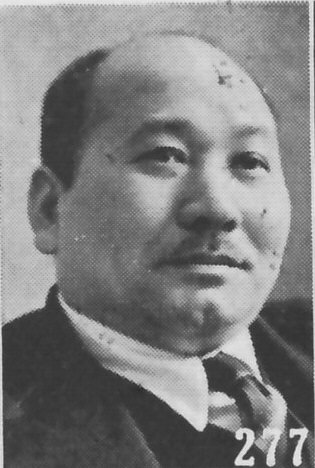
繆斌 (1940年前後)

1943年（民国32年）8月，據傳他同蒋介石的重慶国民政府的軍統与何应钦取得联络。1945年（民国34年）3月，繆稱奉重慶国民政府的密命訪问日本，和小磯國昭内閣交涉以日軍撤退为条件实现全面和平（繆斌工作）。
在1945年的交涉中，日本方面由小磯國昭首相以及国務大臣、情報局总裁緒方竹虎主導。3月21日，小磯为繆斌召开最高战争指導会議，向閣僚提议进行和谈。但是外務大臣重光葵、陸軍大臣杉山元、海軍大臣米内光政均对繆斌这位「和平掮客」同蒋介石的联系表示怀疑，反对通过繆斌进行谈判。小磯则继续进行交涉，并在4月2日拜谒昭和天皇，向天皇进言留下繆斌进行谈判，但天皇对此不感興趣；4月3日，天皇告诉重光葵自己不信任缪斌，結果缪斌毫无成果返回南京。此次斡旋失败也直接导致了小矶国昭内阁倒台。
战後，南部圭助（頭山滿的心腹）称蒋介石直接确认了繆斌工作是由蒋自身的指示而进行，繆斌的長子繆中也证实该工作是正式的和平工作。但无论上述实际情况如何，由于繆斌本人以及小磯、緒方无法明确繆斌的身分和权限，也就没办法说服昭和天皇以及重光等反对派。

### 战後处决
日本投降後的1945年（民国34年）9月27日，繆斌在上海被軍統逮捕。繆在獄中写下《我的对日工作》试图辩明。1946年（民国35年）4月3日，江蘇高等法院开始審理，5日後的4月8日以漢奸罪判处其死刑。
繆斌不服判决并上訴，但同年5月21日他被江蘇高等法院特種刑事法庭宣布維持原判，繆斌在蘇州獅子口第3監獄被枪决，享年48岁。其处决比汪政權的繼任領導陳公博還要早（陈公博于同年6月3日被处决）。繆斌的遗体安葬在蘇州郊外，文化大革命期间其墓被破壞，遺骨不明去向。